# Кадлец, Андрей Вячеславович
Андрей (Ондржей)-Карл Вячеславович Ка́длец  (чеш. Ondřej Kadlec; 18 февраля 1859[…], Добржиш[…] — 6 февраля 1928[…], Самара) — русский композитор и дирижёр Мариинского театра.

## Биография
Учился в Пражской консерватории у Антонина Бенневица и Петербургской у Леопольда Ауэра. В 1887—1907 годах — альтист в оркестре Мариинского театра, в 1910—1917 годах — концертмейстер и дирижёр оркестра. Помимо этого был ещё и капельмейстером Лейб-гвардии Финляндского полка.
Автор оперы «Деревенский дипломат», инструментальных пьес, балетов «Ацис и Галатея», «Водяная лилия», «Ярмарка» и др. Балет «Ацисс и Галатея» ставился в Мариинском театре в 1896 года балетмейстером Львом Ивановым, затем в 1907 году был поставлен как экзаменационный спектакль Петербургского театрального училища Михаилом Фокиным, это была первая постановка хореографа. Совместно с А. Клейнике инструментовал «Времена года» Чайковского для постановки Фокиным одноимённого балета (1909). В начале 1910-х годов сочинил музыку к новому государственному гимну Монголии.
С 1923 года жил в Самаре, работал преподавателем в местном техникуме и дирижером симфонического и духового оркестров.
Сын Михаил — виолончелист. Внучка Муза Кадлец — музыкальный критик, работает в Санкт-Петербурге.